# روث جانيتا تيمبل
روث جانيتا تيمبل (بالإنجليزية: Ruth Janetta Temple)‏ (1892-1984) طبيبة أمريكية، كانت رائدة في توفير الرعاية الصحية المجانية ميسورة التكلفة والتعليم للمجتمعات المحرومة في لوس أنجلوس بكاليفورنيا. أنشأت هي وزوجها، أوتِس بانكس، معهد تيمبل الصحي في شرق لوس أنجلوس، الذي أصبح نموذجًا للعيادات الصحية المجتمعية في جميع أنحاء البلاد.

## النشأة
وُلدت روث جانيتا تيمبل في سنة 1892، في مدينة ناتشيز، بولاية مسيسيبي، لوالدتها إيمي مورتون ولوالدها ريتشارد جايسون تيمبل. كانت الطفلة الثانية لوالديها. كان بين أشقائها والتر تيمبل، وفيفيان تيمبل، وريتشارد تيمبل، وإيثل تيمبل، ولانييه تيمبل. تُوفي اثنان آخران من أشقائها في سن مبكرة.
شدد والدا تيمبل على أهمية التعليم والنزعة الإنسانية. شدد والدها، وهو كاهن معمداني وخريج جامعة دنيسون، بوجه خاص، على أهمية تخطي الحواجز العرقية، وقد جعل من بيته مكانًا يتجمع فيه الناس من كل الخلفيات. شارك والدها مجموعته الشخصية من الكتب المكتوبة باللغة اليونانية والعبرية مع لاهوتيين يهود وكاثوليك وبروتستانت كانوا في حاجة إليها لإجراء بحوث. كان والدها يرى أن «الناس سيأتون إلى بيتنا. كل الناس، جميع أنواع الناس، من كل الأعراق، ومن كل المعتقدات، وكل الألوان، وكل الخلفيات التعليمية. وسيتعلم أولادنا المحبة قبل أن يتعلموا الكراهية». كان لوجهة نظره بشأن العرق تأثير قوي على حياة تيمبل، الأمر الذي سهّل عليها العمل في بيئات متكاملة في حياتها كبالغة. شاركت والدة تيمبل روح زوجها الاجتماعية. غالبًا ما كانت تدعو الأشخاص الأقل حظًا إلى بيتهم من أجل الطعام والملبس.
بعد عامين من وفاة والدها سنة 1902، انتقلت تيمبل وعائلتها إلى جنوب شرق لوس أنجلوس. في الأصل، كانت أمها قد علّمت أولادها في البيت، ولكن كان عليها أن تعود إلى العمل كممرضة لإعالة أسرتها. من أجل ذلك، كان على روث أن تتصرف كأم في غيابها. عندما كانت تيمبل في الثالثة عشر من عمرها، كان شقيقها الأكبر والتر، يجري تجارب بالبارود في الخارج. وضع البارود في خرطوم وأضرم فيه النار، وهو ما جعل البارود ينفجر في وجهه. ركضت روث إلى اخيها الذي كان ملقيًا على الأرض، ثم أمسكت رأسه وضمته إليها. مسحت السخام والبارود من على وجهه. أدركت روث أنه لم يتسبب في الكثير من الضرر، باستثناء بعض الحروق في حاجبه. بعد ذلك رأت إمكانية مساعدة الآخرين وتبديد الألم، ومنذ ذلك الحين أرادت أن تصبح طبيبة. في مناسبة أخرى، كانت روث أكثر تصميمًا على أن تكون طبيبة. في أحد الأيام، سقط إرني فينل، أحد أبناء جيران تيمبل، في قناة للنفط في المنطقة وحُمل بعيدًا مسافة ربع ميل. عندما جرى إنقاذه كان مغطى بالنفط، ولم يكن يتنفس. ركعت روث وقامت بعمل إنعاش قلبي رئوي لإرني، وبعد لحظات قليلة بدأ يسعل ويتنفس. في أحد الأيام، شهدت جولييت إستيل تروي، أمريكية من أصل أفريقي تنتمي لطائفة الأدفنتست، لعائلة تيمبل. أصبحت عائلة تروي وعائلة تيمبل الأعضاء المؤسسين لكنيسة فورلونغ تراك، وهي أول كنيسة أدفنتستية أمريكية أفريقية في الغرب، تأسست في عام 1908.

## الإرث
تُوفيت تيمبل في عام 1984 عن عمر 91 عامًا. قبل سنة من وفاتها، أُعيد تسمية مركز شرق لوس أنجلوس الصحي باسم مركز الدكتورة روث تيمبل، وذلك تكريمًا لها.